# Prodasineura tenebricosa
Prodasineura tenebricosa – gatunek ważki z rodziny pióronogowatych (Platycnemididae). Endemit Borneo.